# Хассан Тамбакті
Хассан бін-Мохаммед бін-Осама Тамбакті (араб. حسان محمد تمبكتي‎, нар. 9 лютого 1999, Ер-Ріяд) — саудівський футболіст, захисник клубу «Аль-Гіляль». Виступав також за клуб «Аль-Вахда» (Мекка), а також національну збірну Саудівської Аравії.

## Клубна кар'єра
Хассан Тамбакті народився в Ер-Ріяді. У професійному футболі дебютував 2018 року виступами за команду «Аль-Шабаб», проте вже наступного року його віддали в оренду до клубу «Аль-Вахда» з Мекки, де футболіст грав до 2020 року. У 2020 році повернувся до «Аль-Шабаба», де грав до середини 2023 року. З 2023 року футболіст грає у клубі «Аль-Гіляль».

## Виступи за збірні
2018 року Хассан Тамбакті дебютував у складі юнацької збірної Саудівської Аравії віком гравців до 19 років, загалом на юнацькому рівні взяв участь у 5 іграх.
З 2020 року Тамбакті залучався до складу молодіжної збірної Саудівської Аравії. На молодіжному рівні зіграв у 15 матчах, забив 1 гол.
2019 року Хассан Тамбакті дебютував в офіційних матчах у складі національної збірної Саудівської Аравії. У 2022 року футболіста включили до складу збірної для участі в чемпіонаті світу 2022 року у Катарі.
| Дата       | Місто     | Господарі         | Результат | Гості              | Турнір                                       | Голи | Примітки |
| ---------- | --------- | ----------------- | --------- | ------------------ | -------------------------------------------- | ---- | -------- |
| 10-8-2019  | Ербіль    | Йорданія          | 3 – 0     | Саудівська Аравія  | Чемпіонат Західної Азії - 1-й раунд          | -    |          |
| 19-11-2019 | Ер-Ріяд   | Саудівська Аравія | 0 – 0     | Парагвай           | товариський матч                             | -    |          |
| 27-11-2019 | Доха      | Саудівська Аравія | 1 – 3     | Кувейт             | Кубок націй Перської затоки 2019 - 1-й раунд | -    | 46'      |
| 30-11-2019 | Доха      | Бахрейн           | 0 – 2     | Саудівська Аравія  | Кубок націй Перської затоки 2019 - 1-й раунд | -    |          |
| 2-12-2019  | Доха      | Оман              | 1 – 3     | Саудівська Аравія  | Кубок націй Перської затоки 2019 - 1-й раунд | -    |          |
| 5-12-2019  | Ель-Вакра | Саудівська Аравія | 1 – 0     | Катар              | Кубок націй Перської затоки 2019 - Півфінал  | -    |          |
| 17-11-2020 | Ер-Ріяд   | Саудівська Аравія | 1 – 2     | Ямайка             | товариський матч                             | -    | 46'      |
| 25-3-2021  | Ер-Ріяд   | Саудівська Аравія | 1 – 0     | Кувейт             | товариський матч                             | -    |          |
| 5-6-2021   | Ер-Ріяд   | Саудівська Аравія | 3 – 0     | Ємен               | Відбір до ЧС 2022                            | -    |          |
| 11-6-2021  | Ер-Ріяд   | Саудівська Аравія | 3 – 0     | Сінгапур           | Відбір до ЧС 2022                            | -    | 88'      |
| 15-6-2021  | Ер-Ріяд   | Саудівська Аравія | 3 – 0     | Узбекистан         | Відбір до ЧС 2022                            | -    | 78'      |
| 29-3-2022  | Джидда    | Саудівська Аравія | 1 – 0     | Австралія          | Відбір до ЧС 2022                            | -    |          |
| 5-6-2022   | Мурсія    | Саудівська Аравія | 0 – 1     | Колумбія           | товариський матч                             | -    |          |
| 27-9-2022  | Мурсія    | Саудівська Аравія | 0 – 0     | США                | товариський матч                             | -    | 81'      |
| 22-10-2022 | Абу-Дабі  | Саудівська Аравія | 1 – 0     | Північна Македонія | товариський матч                             | -    | 60'      |
| 26-10-2022 | Абу-Дабі  | Саудівська Аравія | 1 – 1     | Албанія            | товариський матч                             | -    |          |
| 6-11-2022  | Абу-Дабі  | Саудівська Аравія | 1 – 0     | Ісландія           | товариський матч                             | -    | 68'      |
| 10-11-2022 | Абу-Дабі  | Саудівська Аравія | 1 – 1     | Панама             | товариський матч                             | -    | 61'      |
| 16-11-2022 | Ер-Ріяд   | Саудівська Аравія | 0 – 1     | Хорватія           | товариський матч                             | -    | 46'      |
| 22-11-2022 | Лусаїл    | Аргентина         | 1 – 2     | Саудівська Аравія  | ЧС 2022 - 1-й раунд                          | -    |          |
| Усього     |           | Матчів            | 20        |                    | Голів                                        | 0    |          |

## Досягнення
- Чемпіон Саудівської Аравії (1):

«Аль-Гіляль»: 2023-24
- Володар Королівського кубка Саудівської Аравії (1):

«Аль-Гіляль»: 2023-24
- Володар Суперкубка Саудівської Аравії (2):

«Аль-Гіляль»: 2023, 2024

## Виноски
1. ↑  Transfermarkt.de — 2000.
2. ↑  FIFA World Cup 2022 Sticker Album — 80 с. — ISBN 978-65-5516-143-4
3. ↑  HASSAN TAMBAKTI.